# 膿
膿（うみ）は、化膿した際に傷口から出てくる黄白色でアルカリ性の液体。膿汁（のうじゅう）とも呼ばれる。これは微生物を食べる過程で崩壊した白血球ないし他の組織が崩壊したもの、その他の死んだ又は生きている細菌などである。膿の有形成分を膿球、液体成分を膿清と呼ぶ。
デオキシリボ核酸及びリボ核酸の核酸がフリードリッヒ・ミーシェルによって最初に発見されたのは膿からであった。これは、膿には白血球の核が多量に集まるため、ここから核内の物質をさがそうとの目的で研究が行なわれた結果である。